# アイヒェルベルク (ゲッピンゲン郡)
アイヒェルベルク (ドイツ語: Aichelberg) は、ドイツ連邦共和国バーデン＝ヴュルテンベルク州シュトゥットガルト行政管区のゲッピンゲン郡に属す町村（以下、本項では便宜上「町」と記述する）である。この町はシュヴェービシェ・アルプの北端に位置し、連邦アウトバーン8号線のアルプアウフシュティーク（シュヴェービシェ・アルプへの上り坂区間）に面している。この町はレギオン・シュトゥットガルト（シュトゥットガルト地方、1992年まではネッカー川中流地域）およびシュトゥットガルト欧州大都市圏に含まれる。自治体アイヒェルベルクにはアイヒェルベルク地区の他に集落はない。

## 地理

### 位置
アイヒェルベルクは、シュトゥットガルトとウルムとの間、郡庁所在地のゲッピンゲンから南西約 10 km のシュヴェービシェ・アルプの西斜面に位置しており、その高度は海抜 357 m から 615 m である。この町の長く伸びた町域は、ボースラー（海抜 799.9 m）の麓から、トゥルムベルク（海抜 608.6 m）とアイヒェルベルク（564.2 m、この麓にアイヒェルベルク集落がある）を通ってその前面の平地までを含んでいる。

### 地学
町域の北部と西部はジュラ紀前期に形成されたのに対して、高い部分はジュラ紀中期に形成された。特にアウトバーンの工事で出土した多くの化石は、隣町のホルツマーデンにあるハウフ原始博物館で観ることができる。この町は1979年に指定されたホルツマーデン化石採掘保護区の一部である。
アイヒェルベルクとトゥルムベルクは、かつてのシュヴァーベン火山の火道の名残である。

### 隣接する市町村
この町は、北と北東はツェル・ウンター・アイヒェルベルク、東はバート・ボル、南東はごく短い距離であるがグリュービンゲン（以上いずれもゲッピンゲン郡）、南から西はヴァイルハイム・アン・デア・テック、北西はホルツマーデン（両者はエスリンゲン郡）と境を接している。

### 自治体の構成
この町の唯一の集落が同名のアイヒェルベルク集落である。

### 土地利用
| 用途                 | 面積 (ha) | 占有率 (%) |
| -------------------- | --------- | ---------- |
| 住宅地               | 28        | 7.1        |
| 商工業地             | 7         | 1.8        |
| レクリエーション用地 | 5         | 1.3        |
| その他市街地         | 7         | 1.7        |
| 交通用地             | 81        | 20.2       |
| 農業用地             | 163       | 40.7       |
| 森林                 | 103       | 25.6       |
| 水域                 | 3         | 0.7        |
| その他               | 4         | 1.0        |
| 合計                 | 401       | 100        |

2022年現在の州統計局のデータに基づく。

## 歴史

### 古代
アイヒェルベルクは古代からの定住地である。2012年11月にアウトバーン8号線沿いのヴェンドリンゲン - ウルム高速線の軌道建設工事の掘削作業によりローマ時代のレンガ窯と3世紀の食器の破片が発見された。

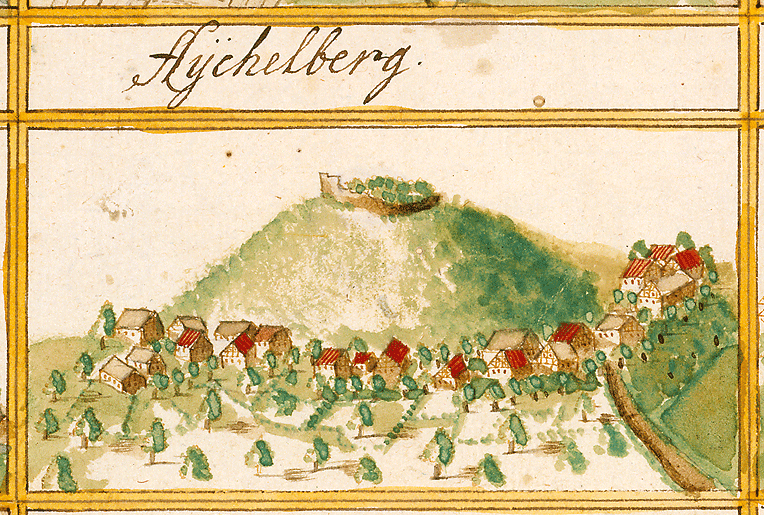
1683年にアンドレアス・キーザーの森林簿に描かれたアイヒェエルベルク

### 中世から神聖ローマ帝国衰退まで
1220年頃アイヒェルベルク伯が城砦を建設した。1334年にアイヒェルベルク伯が所領を売却したことにより、この城とアイヒェルベルク集落はウルリヒ3世伯を当主とするヴュルテンベルク家の所有となった。15世紀にツェラー・シュタープと呼ばれる行政共同体が設けられ、アイヒェルベルクはこれに属した。アイヒェルベルクは1519年にシュヴァーベン同盟軍の平氏によってほぼ完全に破壊された。13軒の家屋が焼失した。1525年のドイツ農民戦争によって城は焼失した。1628年にはペストがアイヒェルベルクで流行した。

### ヴュルテンベルク王国建国以後
1806年のヴュルテンベルク王国建国後、新たな行政組織が形成され、その結果1810年にアイヒェルベルクはオーバーアムト・キルヒハイム・ウンター・テックに編入された。1876年5月19日にアイヒェルベルクは独立した自治体となった。ナチ政権下でのヴュルテンベルクの郡再編に伴い、1938年にゲッピンゲン郡に移管された。
第二次世界大戦後アイヒェルベルクは、1945年にアメリカ占領地区に創設されたヴュルテンベルク＝バーデン州に属した。この州は1952年にバーデン＝ヴュルテンベルク州に再編された。

## 住民

### 人口推移
出典: 1970年以降の人口はバーデン＝ヴュルテンベルク州統計局のデータによる。
| 時期           | 人口（人） |
| -------------- | ---------- |
| 1837年         | 303        |
| 1907年         | 330        |
| 1939年05月17日 | 289        |
| 1950年09月13日 | 460        |
| 1970年05月27日 | 688        |
| 1983年12月31日 | 867        |
| 1987年05月25日 | 839        |
| 1990年12月31日 | 884        |
| 1995年12月31日 | 1,069      |
| 2000年12月31日 | 1,194      |
| 2005年12月31日 | 1,231      |
| 2010年12月31日 | 1,294      |
| 2015年12月31日 | 1,300      |
| 2020年12月31日 | 1,345      |

### 宗教
アイヒェルベルクの福音主義住民は、ツェル＝アイヒェルベルク福音主義教会に属している。この教会はツェル・ウンター・アイヒェルベルクとアイヒェルベルクを管轄し、1976年1月1日からゲッピンゲン教会管区に属している。それ以前はキルヒハイム・ウンター・テック教会管区に属していた。

## 行政

### 議会
町議会は、議長を務める町長の他、8人の議員で構成される。

### 首長
2022年1月15日からハイケ・シュヴァルツがアイヒェルベルクの町長を務めている。彼女は2021年10月17日の第1回投票で 98.8 % の支持票を獲得して町長に選出された。その前任者は2001年8月1日に就任したマルティン・アイゼレであった。彼は2017年5月に3期目の当選を果たしたが、2021年11月末に健康上の理由で職を辞した。

### 紋章
図柄: 赤地。銀の三峰の山の上に、3つ（2:1に配置）の直立した銀のオークの実。
白 - 赤はアイヒェルベルク伯の色である。町は1949年に銀地に緑のオークの実を描いた紋章を用いていた。当時エスリンゲン郡にあった同名の町（現在はアイヒヴァルトの地区）と区別するために、1958年1月25日に現在の「完全に地名を表現した」紋章（オークの実=Eichel、山=Berg）が採用された。

## 経済と社会資本

### 交通
アイヒェルベルクの近くをヴェンドリンゲン - ウルム高速線および連邦アウトバーン8号線が通っており、アウトバーンのアイヒェルベルク・インターチェンジがある。アイヒェルベルクの斜面は、第三帝国時代のアウトバーン建設の際に既にシュヴェービシェ・アルプ北端の約 380 m の高度差を克服するためのアルプアウフシュティーク（アルプトラウフとも呼ばれる）に利用された。アイヒェルベルクは、アルプに刻まれた乾燥した谷の手前に位置している。谷底は、高地と手前の平地との高度差の約半分の深さがある。アウフシュティークは、アイヒェルベルクとドラッケンシュタイナー・ハングの2つの部分に分けられる。
アイヒェルベルク付近のアウフシュティークは森に覆われており、元は長くカーブしたアイヒェルベルク高架橋が架かっていた。1985年から1990年のこの区間の拡張整備の際、この橋は完全に撤去され、野生動物横断用の「緑の橋」として遺された短いトンネルを持つ3車線の切り通しに置き換えられた。この拡張工事は、アイヒェルベルクを数年の間ヨーロッパ最大のアウトバーン工事現場にした。

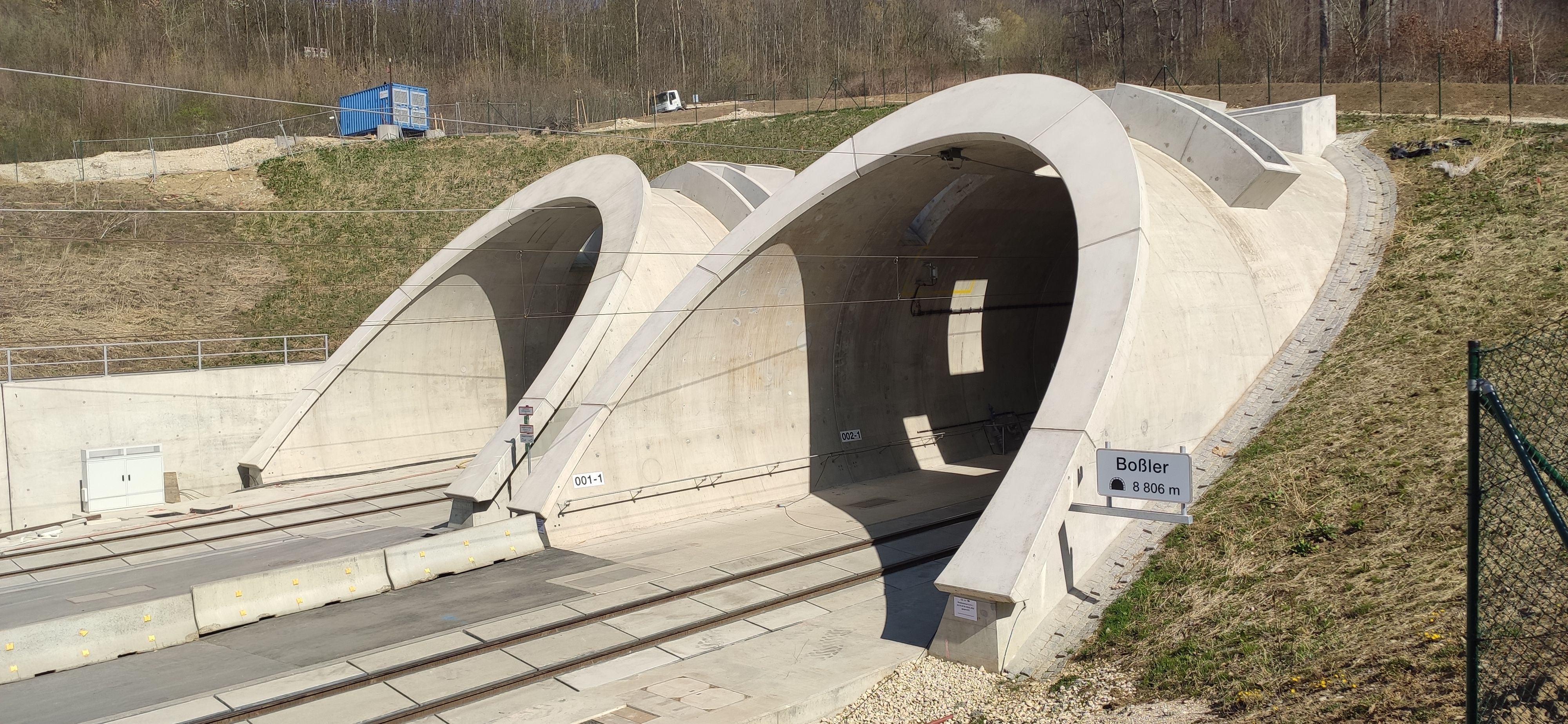
ヴェンドリンゲン - ウルム高速線ボスラートンネルのアイヒェルベルク側出入り口

アウトバーンのすぐ近くにヴェンドリンゲン - ウルム高速線の構造物がある。ここにあるのは、ボスラートンネルの入口である。
アイヒェルベルクから隣町のバート・ボル、ツェル・ウンター・アイヒェルベルク、ホルツマーデン、ヴァイルハイム・アン・デア・テックへ通じる州道が通っている。バス路線がアイヒェルベルクとゲッピンゲンやヴァイルハイムなどとを結んでいる。

### 教育
アイヒェルベルクには幼稚園が1園あるが、学校は存在しない。アイヒェルベルクの基礎課程学校就学年齢の児童は、隣町のツェル・ウンター・アイヒェルベルクの基礎課程学校で学んでいる。

## 文化と見所
福音主義のクリストゥス教会は1959年にロイトリンゲンの建築家マンフレート・ヴィツガル（1914年 - 1974年）によって建設された。この教会では豊かに彩色されたステンドグラスの窓が特に目を惹く。この窓はヘプジーザウに住む芸術家マルティン・ドムケ（1911年 - 2005年）によってデザインされた。ブロンズ製の十字架、燭台、洗礼盤も同じくマルティン・ドムケによって制作された。
アルテ・シュタイゲ通りの近くにルターアイヒェ（マルティン・ルターに捧げられたオークの木）がある。

## 関連図書
- Gemeinde Aichelberg, Sportverein Aichelberg, ed (1976). 100 Jahre selbstständige Gemeinde Aichelberg. Aichelberg
- Jens Glasser; Thomas Buchtzik (2008). Bau und Geschichte der Reichsautobahn am Albaufstieg. Kirchheim unter Teck: TYR-Verlag
- Heinz-Günther Grüneklee (1995). Zeitgenössische Berichte aus der Parochie Aichelberg (Schurward) von 1804 bis 1921. Remshalden: Hennecke. ISBN 978-3-927981-45-4